# Динамо (стадион, Махачкала)
«Дина́мо» — стадион в Махачкале, в разные годы являлся домашним стадионом для команд «Анжи»,  «Динамо» и «Легион».

## История
Стадион «Динамо» был торжественно открыт 31 мая 1927 года. С того времени стадион претерпел сильные изменения, дважды реконструировался. После того как «Анжи» в 1999 году вышел в премьер-лигу, на «Динамо» было установлено электронное табло, построена «Западная» трибуна, сделан искусственный подогрев поля и установлены пластиковые сиденья.
На этом стадионе «Анжи» выступал в 1994 году, в начале и конце сезона 1997 года, а также до июля 2003 года и со второй половины 2006 года по 2012 год включительно. Также являлся домашним стадионом ФК «Динамо» (Махачкала).
По состоянию на 2023 год, по словам президента ФК «Динамо» (Махачкала) Гаджи Гаджиева, трибуны находятся в аварийном состоянии, и стадион для игр профессиональных команд непригоден.

## Галерея

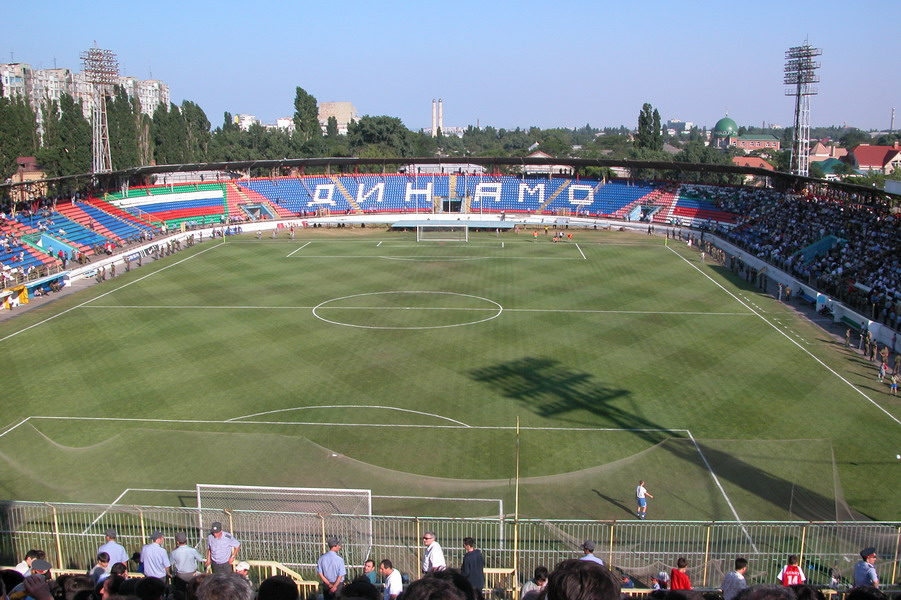
Стадион «Динамо»
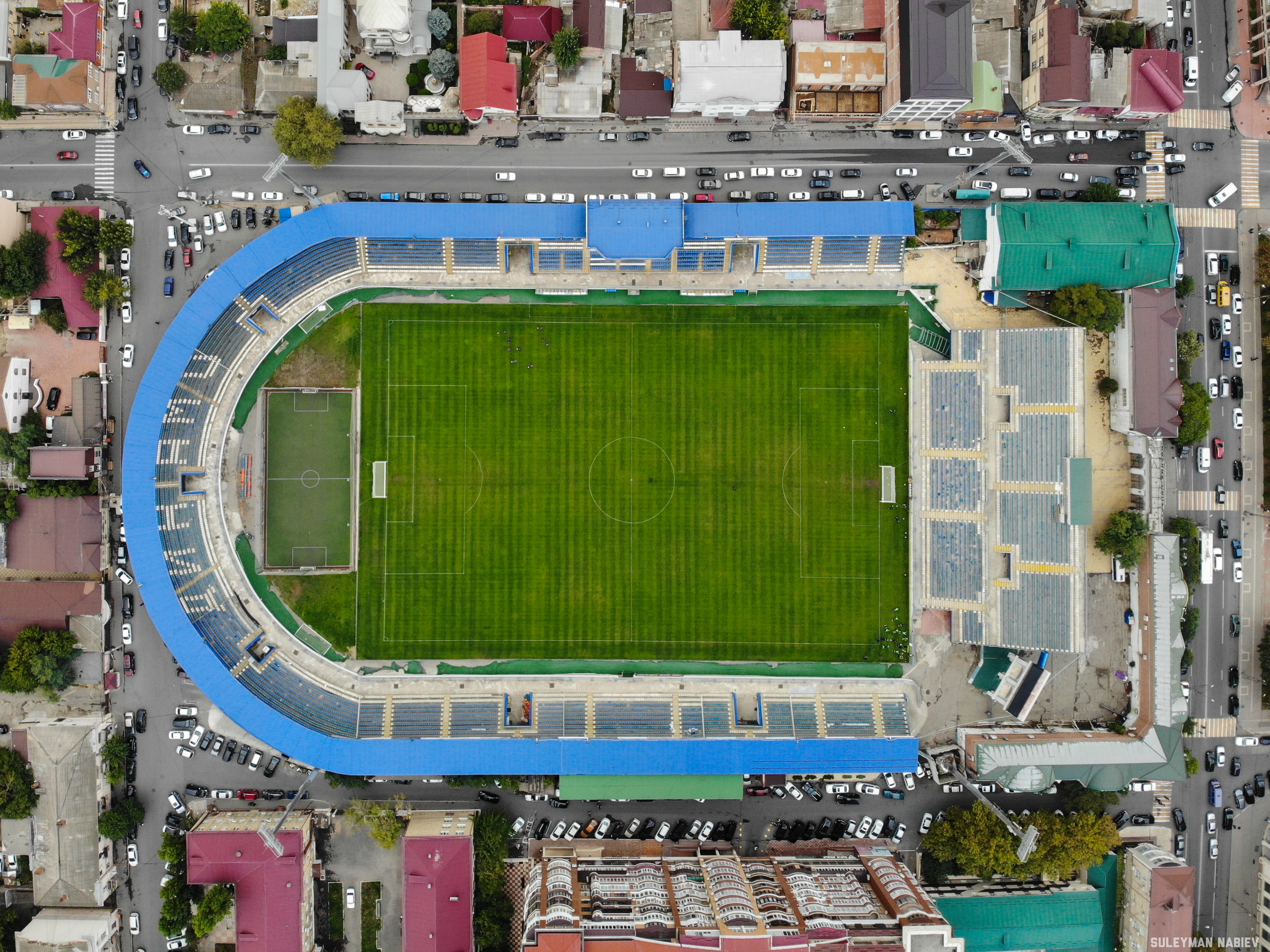
Стадион «Динамо» с высоты